# Szczyra
Szczyra – rzeka w północno-zachodniej Polsce, lewy dopływ Gwdy.
Lewy dopływ Gwdy. Źródła ma na wysokości 164m npm, w okolicach wsi Biskupnica, leżącej 10km w linii prostej na zachód od Człuchowa. Dalej płynie w kierunku południowo-zachodnim przez kilkanaście wsi. W pobliżu Czarnego Jeziora (gmina Czarne) od lewego, południowego brzegu do Szczyrej uchodzi rzeka Chrząstowa. Szczyra od tego miejsca stanowi granicę między województwami: pomorskim i wielkopolskim (w tym między gminami: Okonek i Czarne). Szczyra płynąc dalej w kierunku południowo-zachodnim, uchodzi do Gwdy, ok. 0,4 km na północ od wsi Lędyczek.
Do 1945 r. poprzednią niemiecką nazwą rzeki była Zierfließ. W 1949 r. ustalono urzędowo polską nazwę Szczyra.